# Wushu aux Jeux mondiaux de 2013
Navigation
Kaohsiung 2009 Birmingham 2022
Les épreuves de Wushu des Jeux mondiaux de 2013 ont lieu les 2 et 3 août 2013 à Cali.
Cette discipline a été choisie comme événement additionnel par le comité d'organisation, à l'instar de sa première apparition lors des jeux mondiaux de 2009.

## Organisation
Le programme du Wushu comporte 14 épreuves réparties entre 2 disciplines.
Cinq catégories de taolu (enchainements individuels) regroupent 8 épreuves :
- Changquan : boxe longue du Nord
  - 2 épreuves : féminine et masculine
- Nanquan / Nandao / Nangun : boxe courte du Sud, a main nu ou armé d'un sabre (Dao) ou d'un bâton (Gun)
  - 1 épreuve Nanquan / Nandao : féminine
  - 1 épreuve Nanquan / Nangun : masculine
- Taijiquan / Taijijian : boxe du taiji, a main nu ou armé d'une épée à deux tranchant 
  - 2 épreuves : féminine et masculine
- Jianshu / Qiangshu : pratique armée avec un épée (Jian) ou une lance (Qiang)
  - 1 épreuve : féminine
- Daoshu / Gunshu : pratique armée avec un sabre (Dao) ou un bâton (Gun) 
  - 1 épreuve : masculine

Elles sont accompagnées de 6 épreuves de Sanda (combat) selon des catégories de poids:
- Femme 
  - 52kg
  - 60kg
- Homme 
  - 56kg
  - 65kg
  - 75kg
  - 85kg

## Podiums

### Taolu

#### Hommes
| Épreuves              | Or                          | Argent                                 | Bronze                                 |
| --------------------- | --------------------------- | -------------------------------------- | -------------------------------------- |
| Changquan             | États-Unis Colvin Wang (en) | Chili Ariel Mancilla (es)              | Mexique Luis Felipe Álvarez Rosas (es) |
| Daoshu / Gunshu       | Chine Leiming Zhu           | Viêt Nam Manh Quyen Nguyen             | Malaisie Say Yoke Ng                   |
| Nanquan / Nangun      | Iran Farshad Arabi          | Brésil Marcelo Massayuki Hokama Yamada | Japon Takahiro Kawaguchi               |
| Taijiquan / Taijijian | Viêt Nam Thanh Tung Nguyen  | Malaisie Yang Lee                      | Chine Rufei Lu                         |

#### Femmes
| Épreuves              | Or                            | Argent                    | Bronze                                    |
| --------------------- | ----------------------------- | ------------------------- | ----------------------------------------- |
| Changquan             | Chine Junxia Gu               | Canada Andrea Ka Kay Hung | Argentine Natalia Estefania Sosa Avallone |
| Jianshu / Qiangshu    | Hong Kong Tianhui Zheng       | Viêt Nam Thuy Vi Duong    | États-Unis Brenda Dalena Hatley           |
| Nanquan / Nangun      | Chine Huiying Chen            | Russie Tatiana Ivshina    | Malaisie Diana Bong (en)                  |
| Taijiquan / Taijijian | Indonésie Lindswell Kwok (en) | Malaisie Shin Yii Ng      | pas de médaille de bronze décernée        |

### Sanda

#### Homme
| Épreuves   | Or                             | Argent                      | Bronze                             |
| ---------- | ------------------------------ | --------------------------- | ---------------------------------- |
| Sanda 56kg | Chine Yongshan Zhou            | Turquie Hüseyin Dündar (en) | pas de médaille de bronze décernée |
| Sanda 65kg | Iran Mohsen Mohammadseifi (en) | France Pierre Moua          | Turquie Savas Bekar                |
| Sanda 75kg | Iran Javad Aghaei Kerigh       | Chine Qiang Liu             | pas de médaille de bronze décernée |
| Sanda 85kg | Iran Hamid Reza Gholipour (en) | Russie Arslan Bekterimov    | Ukraine Dmytro Batok               |

#### Femme
| Épreuves   | Or                      | Argent                 | Bronze                             |
| ---------- | ----------------------- | ---------------------- | ---------------------------------- |
| Sanda 52kg | Chine Tingting Li       | France Manon Nardy     | pas de médaille de bronze décernée |
| Sanda 60kg | France Valérie Domergue | Inde Pooja Kadian (en) | pas de médaille de bronze décernée |

## Tableau des médailles
| Rang  | Nation     | Or | Argent | Bronze | Total |
| ----- | ---------- | -- | ------ | ------ | ----- |
| 1     | Chine      | 5  | 1      | 1      | 7     |
| 2     | Iran       | 4  | 0      | 0      | 4     |
| 3     | Viêt Nam   | 1  | 2      | 0      | 3     |
| 3     | France     | 1  | 2      | 0      | 3     |
| 5     | États-Unis | 1  | 0      | 1      | 2     |
| 6     | Indonésie  | 1  | 0      | 0      | 1     |
| 6     | Hong Kong  | 1  | 0      | 0      | 1     |
| 8     | Malaisie   | 0  | 2      | 2      | 4     |
| 9     | Russie     | 0  | 2      | 0      | 2     |
| 10    | Turquie    | 0  | 1      | 1      | 2     |
| 11    | Inde       | 0  | 1      | 0      | 1     |
| 11    | Chili      | 0  | 1      | 0      | 1     |
| 11    | Brésil     | 0  | 1      | 0      | 1     |
| 11    | Canada     | 0  | 1      | 0      | 1     |
| 15    | Mexique    | 0  | 0      | 1      | 1     |
| 15    | Japon      | 0  | 0      | 1      | 1     |
| 15    | Argentine  | 0  | 0      | 1      | 1     |
| 15    | Ukraine    | 0  | 0      | 1      | 1     |
| Total | Total      | 14 | 14     | 9      | 37    |